# Fascination (chanson)
Pour les articles homonymes, voir Fascination.
Fascination est une chanson française composée par Dante Pilade Marchetti (en), dont les paroles ont été écrites par Maurice de Féraudy. Cette chanson, très représentative de la Belle Époque, connaît le succès depuis plus d'un siècle.

## La chanson
Le compositeur italien installé à Paris, Dante Pilade Marchetti, ou Fermo Dante Marchetti ou encore F. D. Marchetti (1876, Massa - 1940, Paris), a composé, en 1904, une valse lente instrumentale, Fascination ou Liebeszauber, valse tzigane. En 1905, l'acteur et dramaturge Maurice de Féraudy met des paroles sur cette musique, à la demande de la chanteuse Paulette Darty, « reine des valses lentes », qui crée la valse chantée Fascination.
Cette musique adaptée au film de Billy Wilder, Love in the afternoon (Ariane en français), avec en vedettes Gary Cooper, Audrey Hepburn et Maurice Chevalier, avait comme éditeur musical Marcel Combre, ce qui « mit beaucoup de beurre dans les épinards » de la  maison à la sortie du film en 1957.

## Paroles
Je t'ai rencontré simplement

Et tu n'as rien fait pour chercher à me plaire

Je t'aime pourtant

D'un amour ardent

Dont rien, je le sens, ne pourra me défaire.

Tu seras toujours mon amant

Et je crois en toi comme au bonheur suprême.

Je te fuis parfois, mais je reviens quand même

C'est plus fort que moi… je t'aime !

Lorsque je souffre, il me faut tes yeux

Profonds et joyeux

Afin que j'y meure,

Et j'ai besoin pour revivre, amour,

De t'avoir un jour

Moins qu'un jour, une heure,

De me bercer un peu dans tes bras

Quand mon cœur est las,

Quand parfois je pleure.

Ah ! crois-le bien, mon chéri, mon aimé, mon roi,

Je n'ai de bonheur qu'avec toi.

## Interprètes
Fascination a eu de très nombreux interprètes après Paulette Darty, notamment :

### En français
- Florelle
- Germaine Sablon
- Léo Marjane
- Suzy Delair
- Édith Piaf
- Mado Robin
- André Dassary
- André Claveau
- Danielle Darrieux
- Jacqueline François
- Mathé Altéry
- Jean Lumière
- Dario Moreno
- Jack Lantier
- Sacha Distel
- Diane Dufresne
- Arielle Dombasle

### En anglais
- Dinah Shore
- Nat King Cole
- Julie London
- Jane Morgan
- David Carroll (en)
- Dick Jacobs (en)
- Earl Grant (en)

### En portugais
- Elis Regina

### En espagnol
- Elder Barber

### En polonais
- Zbigniew Wodecki
- Mieczysław Fogg

### Versions instrumentales
- Pathé frères orchestre (1905)
- Aimable (accordéon)
- Nat Peck (en)
- The Gypsies : thème du film Ariane (Love in the afternoon) de Billy Wilder (1957)
- Bernard Hilda (orchestre)
- Katica Illényi (violon)